# Bruno Balz
Bruno Balz (6. října 1902 v Berlíně – 14. března 1988 v Bad Wiessee) byl jeden z nejvýkonnějších německých tvůrců textů písní.

## Úspěchy
Bruno Balz napsal od roku 1929, kdy vytvářel hudbu pro první německý ozvučený film (Dich habe ich geliebt), do začátku 60. let, kdy se uchýlil do klidu soukromého života, více než 1000 hudebních textů. Žádný soudobý populární interpret ho v jeho 30 letech aktivní tvorby dosud nepřekonal.
- Das kann doch einen Seemann nicht erschüttern (melodie Michael Jary, v Paradies der Junggesellen)
- Wir wollen niemals auseinandergehen" (Michael Jary)
- Das machen nur die Beine von Dolores (Michael Jary)
- Kann denn Liebe Sünde sein? (Lothar Brühne, v Der Blaufuchs)
- Roter Mohn (Michael Jary, v Schwarzfahrt ins Glück)
- Der Wind hat mir ein Lied erzählt (Lothar Brühne, v La Habanera)
- Ich weiß, es wird einmal ein Wunder gescheh'n (Michael Jary, v Die große Liebe)

a mnoho dalších.
Bruno Balz tvořil výborné duo především se skladatelem Michaelem Jaryem. Společně vytvořili písně, které udělali ze Zarah Leanderové světovou hvězdu.